# إسعافات أولية للأطفال

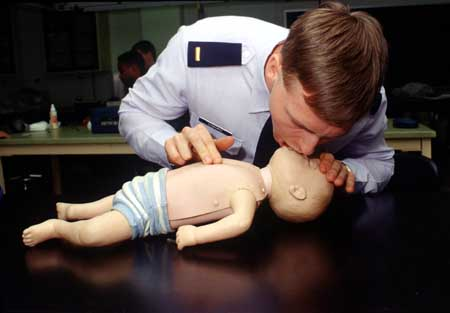

الإسعافات الأولية (بالإنجليزية: Basic Life Support)‏ هي محاولة تدخل وإنقاذ لمنع تلف المخ الناتج عن نقص إمداده بالأكسجين عن طريق تحسين عودة الدورة الدموية والتنفس طبيعياً، وذلك في حلات توقف القلب أو ما يعرف بالسكتة القلبية.
كما تعرف بأنها عناية طبية فورية ومؤقتة؛ تقدم للمصاب أو مريض؛ بغرض محاولة الوصول به إلى أفضل وضع صحي ممكن بأدوات أو مهارات علاجية بسيطة إلى وقت وصول المساعدة الطبية الكاملة. وهي في العادة عبارة عن مجموعة خطوات طبية بسيطة ولكنها في العادة تؤدي إلى إنقاذ حياة المصاب، الشخص الذي يقوم بعملية الإسعاف الأولي (المُسعِف) ليس بحاجة إلى مهارات أو تقنيات طبية عالية، حيث يكفيه التدرب على مهارات القيام بالإسعاف من خلال استعمال الحد الأدنى من المعدات.
لا تعتمد الإسعافات الأولية للأطفال خصوصاً (Paediatric Basic Life Support (PBLS على مساعدة، أو وجود أدوات خاصة، أو أدوية؛ بل يمكن لأي شخص القيام بها؛ ولكن تختلف طريقة الإسعاف باختلاف عمر الطفل ذو الحاجة للإسعاف، و تقسم الأعمار كالتالي:
- حديث الولادة : 0-28 أيام.
- الرضيع : من 1 شهر إلى 12 شهرا.
- الطفل الناشئ: من 12 شهرا إلى سن البلوغ (حوالي 10-11 سنة).

## المبادئ العالمية لإسعافات الأطفال الأولية
كل خمس سنوات تقريباً، ينشر مجلس إنعاش القلب والرئتين الأوروبي (بالإنجليزية: the European Resuscitation Council)‏ ينشر تحديثات مستمرة للمبادئ التوجيهية العالمية للإنعاش بجميع مراحله، سواء للطاقم الطبي ولطاقم الإنقاذ.
توفر تلك المبادئ تقييم صارم لتسلسل إجراءات الإنعاش فيتبعها الشخص المنقذ بدقة في حالات السكتة القلبية؛ ويدعى هذا التسلسل "ABC".
تسمح المبادئ التوجيهية الأمريكية للمنقذ البدء فوراً في عملية الإنعاش في حال تأكده من وجود السكتة القلبية؛ فيبدأ على الفور بالضغط على القلب دون إضاعة الوقت لمراقبة التنفس. في الواقع، كل دقيقة ثمينة جداً أثناء الإنعاش.
في حين شهدت المبادئ التوجيهية لعام 2010 تبسيط طفيف في بروتوكول إنعاش الأطفال، وأكدت على أنه يتعين على المنقذ معرفة التسلسل المحدد لعملية إنعاش الطفل؛ حتى لو كان المنقذ على دراية كافية بعملية الإنعاش للبالغين.
ولمن يرغب في تعلم بروتوكول إنعاش الأطفال تحديداً يجب معرفة أنه من الأفضل تغيير التسلسل القياسي لعملية الإنعاش بإضافة 5 مرات تنفس الصناعي وممارسة دقيقة واحدة من الإنعاش القلبي الرئوي قبل إستدعاء الحصول على مساعدة لإنقاذ الطفل.

## تسلسل إجرءات الإنعاش "ABC"
المقصود هنا بالحروف الإنجليزية ABC هي اختصارات لثلاثة كلمات هي:
Airway أي مجرى الهواء الأنف إلى الرئتين.
Breathing أي التنفس.
Circulation أي الدورة الدموية.
وبهذا التسلسل مجرى الهواء أولاً يليه التنفس ثم الدورة الدموية؛ وهذه هي أهم العناصر التي يتمحور حولها الإسعافات الأولية وإنعاش الأطفال.

## الأطفال الرضع ومن هم دون الثامنة من العمر
الجلوس بجانب الطفل ثم:
1. تحقق من حالة الوعي بنداء الطفل، وإذا لم يكن هناك أي علامة على إجابة، حاول مرة أخرى مع حافز مؤلم مثل قرصه أو هز بلطف على كتف الطفل.
2. إذا لم يستجب الطفل، استدع الإنقاذ، إذا كان ذلك ممكناً.
3. ضع الطفل على ظهره على الأرض أو منضدة صلبة٬ مع فرد أطرافه، وتجنب الحركات المفاجئة فمن يحتمل أن تكون ضارة بالطفل.
4. ثبت رأس الطفل على وضع محايد:
  - بالنسبة للطفل الرضيع يفضل وضع شيء ذو سمك صغير مثل: مفرش مطوى، أسفل ظهره، فيكون محور العين والأذن عمودي على الأرض.
  - بالنسبة للأطفال الأكبر سناً ترجع الرأس إلى الخلف قليلاً.
  - فتح مجرى التنفس بإمالة الرأس إلى الخلف ورفع الذقن لتفتح مجرى التنفس وأزل أي انسداد واضح.
5. تحقق من التنفس لمدة 10 ثوانى على الأقل (انظر، اسمع، حس)، يتم الفحص لرؤية إذا كان هناك تنفس أو التنفس كافي أم لا عن طريق مشاهدة ارتفاع الصدر وهبوطه، والاستماع للتنفس والشعور بتدفق الهواء إذا إقتربت من الطفل.
  - إذاوجدت الطفل يتنفس، لكنه لا يزال فاقداً للوعي، يجب أن يوضع في وضع الإفاقة، وفحصه باستمرار أثناء انتظار المساعدة.
  - إذا وجدت الطفل لا التنفس، فيجب إجراء 5 مرات تنفس صناعى من الفم إلى الفم أو بمساعدة بالون توسيع النفس بحجم 500 مل؛ إذا لم يتغير شيء، إبدأ بعمل إنعاش قلبي رئوي على الفور.
  - اطلب المساعدة بعد دقيقة واحدة من الإنعاش القلبي الرئوي.
6. فحص النبض الشرياني لدى الطفل وتحديد ما إذا كان موجوداً أم لا.
7. يتم مباشرة عملية الإنعاش بممارسة التدليك القلبي عبر الضغط براحة اليد أو بإصبعي السبابة والوسطى على عظم القص بمعدل ضغطة كل ثانية ل30 ضغطة متتالية وذلك لمساعدة القلب على الضخ، ثم المباشرة بالتنفس الصناعي.
8. يعطى الطفل المصاب نفسي إنقاذ فعالين كل نفس 1.5 ثانية أو حتى يرتفع الصدر بشكل كافٍ.
9. يتم فحص دوران الدم لمدة لا تزيد على عشرة ثواني بعد كل جولة من التدليك القلبي والتنفس الصناعي.
10. الإستمرار بهذه السلسلة من 30 ضغطه على الصدر مع نفسي إنقاذ.
11. الطفل الفاقد الوعي يوضع في وضعية الإفاقة عند البالغين نفس الخطوات.
12. عند عودة النبض والتنفس للطفل ضعه في وضعية الافاقة.

## إجراءات إنعاش حديثى الولادة حتى عمر شهر
في حالة الأطفال حديثي الولادة، إذا كان وجدت ما يلى:
-ارتخاء العضلات (التراخي).
- بكاء ضعيف أو غير موجود.
- معدل التنفس أقل من الطبيعى في الدقيقة الواحدة.
- معدل ضربات القلب أقل من 110 نبضة في الدقيقة الواحدة.
فمن الضروري أن تبدأ التنفس الصناعى بمعدل 30 نفسا في الدقيقة.
إذا وجد أن بعد 15 مرة من التنفس الصناعى (ثلاثين ثانية) لا يزال معدل ضربات القلب أقل من 60 في الدقيقة الواحدة يتعين بدء الإنعاش.

## ما يخص متخصصين الرعاية الصحية
ينصح متخصصى الرعاية الصحية باستخدام أداة مجرى الهواء في الفم والبلعوم إن أمكنهم ذلك.
بعد 5 مرات من التنفس الفعال يجب البحث عن علامات الحركة، أو الكحة٬ وكذلك التأكد من النبض لمدة لا تقل عن 10 ثوان.
```
* إذا وجدت علامات تحسن 
الدورة الدموية
 أو معدل ضربات القلب أكبر من 60 في الدقيقة؛ يلزم الاستمرار بالتنفس الصناعى بمعدل 20 مرة في الدقيقة. 
* إذا لم توجد العلامات السابقة٬ تأكد من النبض٬ إذا لم يكن هناك أي علامات واضحة على تحسنه يلزم البدء في الإنعاش القلبى الرئوى فوراً.
```

إذا لم يكن الهواء يمر في مجرى الهواء نضع في الاعتبار وجود جسم غريب يعرقل مرور الهواء ويجب مواصلة الضغط على الصدر كمحاولة لتحسين التنفس وطرد الجسم الغريب.